# ایزو ۱۵۹۲۴
استاندارد ایزو ۱۵۹۲۴ (به انگلیسی: ISO 15924) کدهایی است که برای نمایش‌دادن حروف نوشتاری کاربرد دارد و به صورت دو بخشی مشخص می‌شوند. هر حرف نوشتاری در بخش اولش حروف اختصاری دارد و در بخش دومش عدد دارد که مجموعه حروف و عددها نمایش دهنده آن اسکریپت است.

## اسکریپت (حروف نوشتاری)
گروه‌های گرافیکی کاراکتر به عنوان اسکریپت در نظر گرفته می‌شوند که برای نوشتن در یک زبان یا چند زبان به‌کاربرده شود.کد استاندارد برای اسکریپت در ابتدا از ایزو ۶۳۹–۲استخراج می‌گردد و در صورت نبودن در این استاندارد از نام لاتین‌اش آن زبان استفاده می‌شود به عنوان مثال برای زبان Gujarātī از کد ISO 639 guj, ISO 15924 Gujr استفاده می‌شود.

## کد اسکریپت‌ها

### دامنه اعداد
- 000–099 Hieroglyphic and cuneiform scripts
- 100–199 حروف الفبایی راست به چپ
- 200–299 حروف الفبایی چپ به راست
- 300–399 Alphasyllabic scripts
- 400–499 اسکریپت‌های سیلابی
- 500–599 Ideographic scripts
- 600–699 Undeciphered scripts
- 700–799 Shorthands and other notations
- 800–899 (نامشخص)
- 900–999استفاده شخصی، مختصرها، کدهای خاص